# マオラン

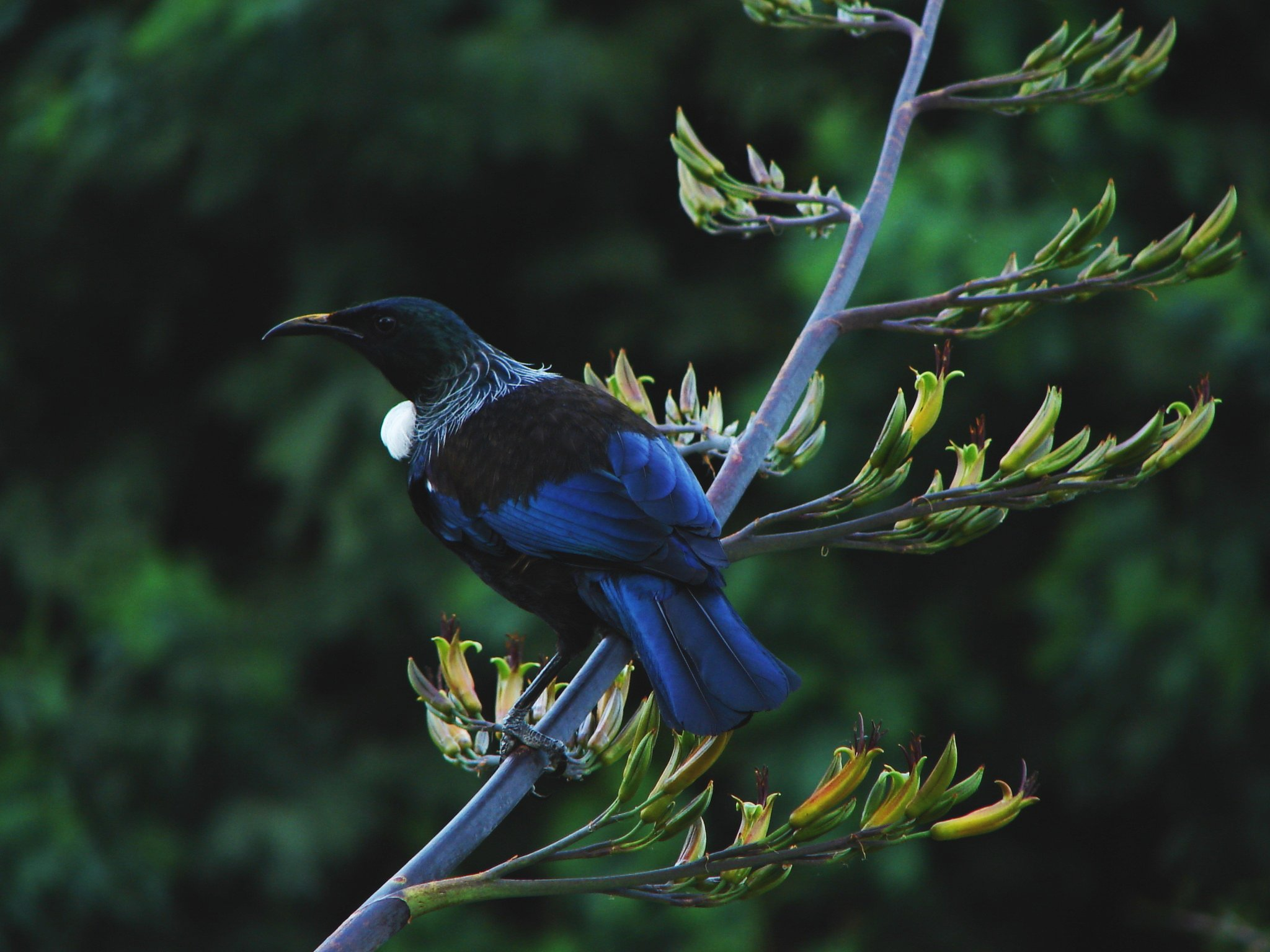
本種に止まるエリマキミツスイ

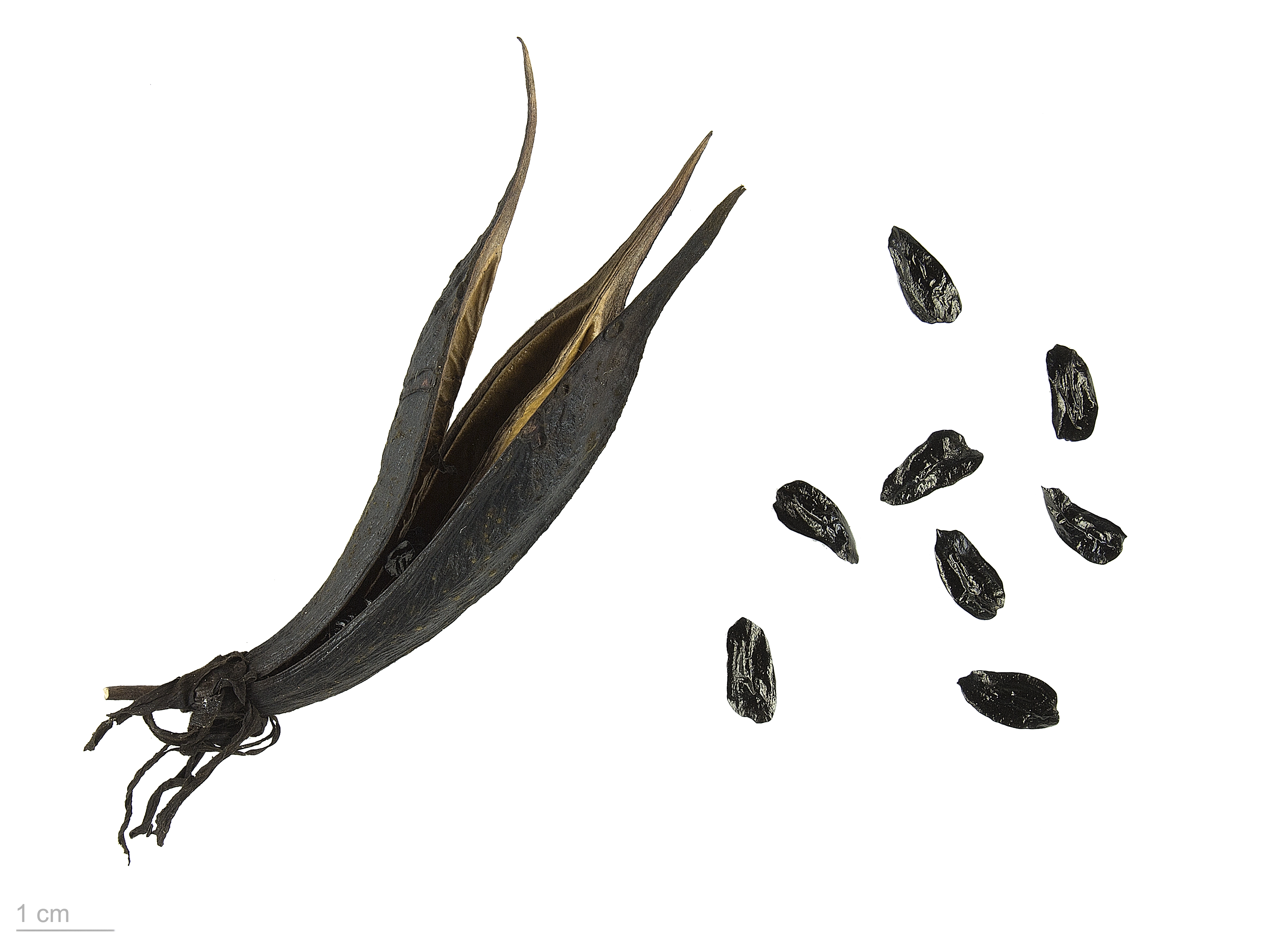
Phormium tenax

マオラン（Phormium tenax、真麻蘭）は、ニュージーランドとノーフォーク島に固有の常緑多年草の一種。繊維作物として重要で、観賞用にも用いられる。2mに達する細長い葉の塊として成長し、その中から花茎が伸び、鮮やかな赤や黄色の花をつける。ニュージーランド英語では flax、マオリ語では harakeke（ハラケケ）、ニュージーランド外では New Zealand flax などの呼び名がある。過去の文献には New Zealand hemp という名も見られる。ニューサイラン（入才蘭、ニュー西蘭）やニュージーランドアサという和名も存在する。
マオリ人がニュージーランドに到達してから、その繊維はマオリの伝統的織物に広く用いられていた。また、ヨーロッパ人の到達後、少なくとも第二次世界大戦前まではロープや帆の材料として用いられた。太平洋のいくつかの島やオーストラリアでは外来種となっている。
細長い葉は生け花にも使われることがある。
葉はククルビタシンを含み、動物に対して毒性を示す場合もある。人も強い苦味を感じる場合がある。

## 生態
ハエトリグモの一種であるTrite planiceps は、主に本種の巻いた葉の間で生活する。また、沿岸の被覆植物として、絶滅危惧種であるキンメペンギンなどの繁殖環境の維持に重要である。

## 栽培
かつてのマオリ社会では非常に多くの用途があったが、現在ではほとんど用いられなくなっている。葉は細く裂いて乾燥させた跡で織り上げられ、現在では主に kete（ケテ）と呼ばれる籠の材料とされている。
1930年代に始まる世界恐慌によって本種の繊維産業が壊滅する以前には、ヨーロッパ人によって本種の栽培が真剣に試みられたことがあった。第一の試みはウェリントンのレオナード・コケイン（Leonard Cockayne）が1908年頃行ったもので、第二はマッセー大学のJohn Stuart Yeatesが1920年代後半に行ったものである。
印象的な扇型の尖った葉は庭園においてよいアクセントとなるため、近年では近縁種のPhormium colensoi とともに観賞植物として広く栽培されている。日当たりの良い場所ではよく育ち、特に沿岸地域では冬に気温が低くならないため育てやすい。だが常に湿った土壌が必要である。ユッカ属・センネンボク属のような似た外見の種と共に庭園に植栽されることが多いが、これらは実際にはかなり異なった種で、生育に異なった環境を必要とする。また、本種の品種の中には高さ4m、幅2mとかなり大きくなるものもある。
セントヘレナでは1800年代後半から1966年頃まで本種の栽培が行われており、紐やロープが製造されて輸出されていた。現在ではこの産業は廃れているが、本種は島に残存しており生態学的問題を引き起こしている可能性がある。

### 品種
近年では、いくつかの品種が観賞用に作出されている。
- 'Bronze Baby' - 0.6-0.9mになり、カーブした青銅色の葉を持つ。
- 'Dazzler' - 高さ0.9mになり、赤とピンクの筋が入った青銅色から栗色の葉を持つ。
- 'Duet'agm[17]
- 'Sundowner'agm[18] - 1.8m程度になり、葉には青銅色・緑・ローズピンクの筋が入る
- 'Variegatum'agm[19]
- 'Yellow Wave'agm[20]

agm が付けられたものは王立園芸協会のガーデン・メリット賞を受賞した品種である。